# 1. семберска лака пјешадијска бригада
Прва семберска лака пјешадијска бригада је била пјешадијска јединица Војске Републике Српске, у саставу Источнобосанског корпуса Војске Републике Српске. Према прелиминарним процјенама, бригада је у рату изгубила 130 бораца. Зона одговорности бригаде је била територија регије Семберија. Команда бригаде се налазила у Бијељини.

## Историја
Прва семберска лака пјешадијска бригада је формирана 12. априла 1992. године и прва је званична оружана формација Војске Републике Српске. Све остале бригаде формиране су касније, током маја и јуна. Ова бригада има најдужи ратни и борачки стаж и мада носи назив "семберска", ова оперативна јединица била је оспособљена за дејство на ширем подручју Републике Српске. Ова јединица је била једна од три "семберске" бригаде.

## Дан бригаде
Сваке године, град Бијељина, током мјесеца маја код Централног споменика у граду, заједно са градском борачком организацијом, обиљежава дан 1. семберске лаке пјешадијске бригаде, када се низом манифестација одаје почаст палим борцима ове бригаде, и борцима других јединица погинулим на линијама одбране Семберије и Бијељине и подсјећа на ратни пут 1. бијељинске лаке пјешадијске бригаде и бораца Семберије и Бијељине.